# Felix Luckmann
Felix Luckmann (* 11. Dezember 1891 in Graz) war ein österreichischer nationalsozialistischer Politiker und Rechtsanwalt in Jennersdorf.

## Leben
Luckmann wurde 1933 illegales Mitglied der in Österreich verbotenen NSDAP. Er hatte 1938 das Amt des Kreisleiters inne und wurde am 15. März 1938 nach dem Anschluss Österreichs von Gauleiter Tobias Portschy zum Mitglied des Burgenländischen Landtags ernannt. Am 12. Mai 1938 beantragte er die reguläre Aufnahme in die Partei und wurde rückwirkend zum 1. Mai desselben Jahres aufgenommen (Mitgliedsnummer 6.286.092).
Beim Massaker von Jennersdorf, einem Endphaseverbrechen kurz vor Kriegsende 1945, war er in verantwortlicher Position involviert. Er entzog sich der gerichtlichen Aufarbeitung und seiner Bestrafung durch Untertauchen.